# Deborah Sampson
Deborah Sampson Gannett (17 de diciembre de 1760 – 29 de abril de 1827), más conocida como Deborah Samson o Deborah Sampson, fue una mujer de Massachusetts que disfrazada de hombre sirvió en el Ejército Continental durante la Guerra de Independencia estadounidense. Forma parte del pequeño número de mujeres con un registro documentado de experiencia de combate militar en aquella guerra. Sirvió 17 meses en el ejército bajo el nombre de "Robert Shirtliff" (también deletreado en varias fuentes como Shirtliffe y Shurtleff), de Uxbridge, Massachusetts, fue herida en 1782, y dada de baja con honor en West Point, Nueva York, en 1783.

## Primeros años
Deborah Sampson nació el 17 de diciembre de 1760, en Plympton, Massachusetts, en una familia humilde. El nombre de su padre era Jonathan Sampson (o Samson) y el nombre de su madre era Deborah Bradford. Sus hermanos eran Jonathan (nacido en 1753), Elisha (nacido en 1755), Hannah (nacida en 1756), Ephraim (nacido en 1759), Nehemiah (nacido  en 1764), y Sylvia (nacida en 1766). La madre de Deborah era bisnieta de William Bradford, gobernador de la colonia de Plymouth .  Algunos de los antepasados de Deborah fueron pasajeros del Mayflower.
A Deborah le dijeron que su padre probablemente desapareció en el mar, pero la evidencia sugiere que en realidad abandonó a su familia y se marchó al condado de Lincoln, Maine. Allí convivió con una mujer llamada Martha, con la que tuvo dos o más niños, y solo regresó a Plympton en 1794 para atender la transacción de una propiedad. En 1770 alguien llamado Jonathan Sampson fue acusado de asesinato en Maine; es incierto si este individuo era el padre de Deborah porque no se ha conservado ningún registro conteniendo detalles biográficos sobre el acusado.
Cuando el padre de Deborah abandonó a su familia, la madre se encontró en situación tan precaria, que  colocó a sus hijos en casas de amigos y parientes, una práctica común en la Nueva Inglaterra del siglo XVIII. Deborah fue ubicada en la casa de un pariente materno. Cuando su madre murió poco después, fue enviada a vivir con la viuda del reverendo Peter Thatcher, Mary Prince Thatcher (1688-1771), una anciana octogenaria. Los historiadores creen que aprendió a leer mientras vivía con la viuda Thatcher, quién podría haber querido a Deborah como lectora para que le leyera pasajes de la Biblia.
Al morir la viuda, Deborah fue enviada a vivir con la familia de Jeremiah Thomas en Middleborough, donde trabajó como sirvienta de 1770 a 1778. A pesar de que la trató bien, no la envió a la escuela como sus hijos porque Thomas no creía en la educación de las mujeres. Sampson consiguió eludir la oposición de Thomas aprendiendo con los hijos de su patrón, quienes compartían sus trabajos escolares con ella. Este método fue tan exitoso, que a los dieciocho años cuando su contrato terminó Deborah empezó a enseñar en la escuela durante el verano en 1779 y 1780 mientras en invierno trabajaba como tejedora; Sampson era muy hábil y trabajaba para la taberna Sproat así como para las familias Bourne, Morton, y Leonard. Durante su enseñanza y labor a tiempo parcial vivía con las familias que la empleaban.
Sampson también se convirtió en una reconocida artesana. Sus habilidades incluían la cestería, y la carpintería ligera tallando taburetes de ordeño y trineos de invierno. También fabricaba útiles de madera como cucharas, veletas, carretes de hilo y husos. También confeccionaba rizadores de pasteles, los cuales vendía puerta a puerta.

## Descripción física
Sampson medía unos 5 pies y 9 pulgadas (1,75 m), en comparación con la mujer promedio de su época, con alrededor de 5 pies (1,50 m), y el hombre promedio, quién tenía de 5 pies y 6 pulgadas a 5 pies y 8 pulgadas (1,67 a 1,72 m).  Su biógrafo, Hermann Mann, quién la conoció personalmente durante muchos años, insinúa que no era delgada, escribiendo en 1797 que "su cintura podría desagradar a una coqueta". También informó que sus pechos eran muy pequeños, y que los ciñó con una tela de lino para aplanarlos durante sus años en uniforme. Mann escribió que "las características de su cara son regulares; pero no lo que un fisionomista denominaría lo más bonito".
Un vecino que de chico conoció a Deborah cuando ya era anciana remarcó que era una persona "de características sencillas". Una descendiente llamada Pauline Hildreth Monk Wise (1914–1994) era considerada por sus parientes como muy parecida físicamente a Deborah, comparándola con un retrato de 1797 y las descripciones contemporáneas de las características y altura de Deborah, Pauline también medía 6 pies (1,80 m) de alto, más que muchos hombres. El aspecto físico de Deborah— muy alta, de complexión fuerte, y de rasgos no delicadamente femeninos— contribuyó al éxito de su disfraz masculino.

## Servicio en el ejército
A principios de 1782, Sampson se vistió de hombre y se unió a una unidad del Ejército en Middleborough, Massachusetts, bajo el nombre de Timothy Thayer. Recogió una bonificación pero no pudo reunirse con su compañía según lo programado. Las investigaciones del comandante de la compañía revelaron que Sampson había sido reconocida por un residente local en el momento que firmó sus papeles de alistamiento. Descubierto el engaño, tuvo que devolver la porción de la bonificación que aún no había gastado, pero el Ejército no la sometió a mayor castigo. La iglesia baptista a la que pertenecía se enteró de su acción y le retiró su confraternidad, lo que significa que sus miembros se negaron a asociarse con ella a menos que se disculpara y pidiera perdón.
En mayo de 1782, Sampson se alistó otra vez en Uxbridge, Massachusetts bajo el nombre de "Robert Shirtliff" (también deletreado en varias fuentes como Shirtliffe y Shurtleff), y se unió a la Compañía de Infantería Ligera del 4.º Regimiento de Massachusetts, bajo las órdenes del capitán George Webb (1740–1825). Esta unidad, que constaba de 50 a 60 hombres, primero se acuarteló en Bellingham, Massachusetts, y luego se reunió en Worcester con el resto del regimiento mandado por el coronel William Shepard. Las compañías de infantería ligera eran tropas de élite, especialmente elegidos porque eran más altos y más fuertes que la media. Su trabajo consistía en proporcionar cobertura a los flancos de los regimientos, así como a la retaguardia y se adelantaban en tareas de reconocimiento durante el avance. Dado que era una unidad de élite, el disfraz de Sampson tenía más posibilidades de éxito, ya que nadie buscaría una mujer entre soldados especialmente escogidos por su altura y capacidad física superiores a la media.
Sampson luchó en varias escaramuzas. Durante su primera batalla, el 3 de julio de 1782, a las afueras de Tarrytown, Nueva York, recibió dos disparos en un muslo y un corte en la frente. Suplicó a sus compañeros dejarla morir y no llamar a un médico, pero uno de los soldados la subió a su caballo y la llevó a un hospital. Los doctores trataron la herida de la cabeza, pero ella se marchó del hospital antes de que pudieran atender su pierna. Temerosa de que su identidad fuera descubierta, se sacó ella misma una de las balas con una navaja y cosió con hilo y aguja, pero la otra estaba demasiado profunda y tuvo que dejarla. Su pierna nunca se curó plenamente. El 1 de abril de 1783, fue reasignada a nuevos deberes y pasó siete meses como camarero del general John Paterson.
Se pensaba que la guerra había terminado después de la Batalla de Yorktown, pero como no había un tratado de paz oficial, el Ejército Continental permaneció uniformado. El 24 de junio, el presidente del Congreso ordenó a George Washington enviar un contingente de soldados al mando de Paterson a Filadelfia para ayudar a sofocar una rebelión de soldados estadounidenses que protestaban por los retrasos en recibir sus pagas y altas. Durante el verano de 1783, Sampson enfermó en Filadelfia y fue atendida por el doctor Barnabas Binney (1751–1787). Retiró su casaca y camisa para tratarle y descubrió la tela que utilizaba para ceñir sus pechos. Sin revelar su descubrimiento a las autoridades del ejército, la llevó a su casa, donde su esposa, hijas, y una enfermera la cuidaron.
En septiembre de 1783, después del Tratado de París, se fijó el 3 de noviembre como la fecha para dar a los soldados de baja. Cuando el dr. Binney preguntó a Deborah si podía entregarle una nota al general Paterson, ella supuso correctamente que le revelaría su género. En otros casos, mujeres que pretendieron servir en el ejército como hombres fueron amonestadas, pero Paterson le dio una baja honorable, una nota con algunas palabras de consejo, y suficiente dinero para viajar a casa. Fue dada de alta en West Point, Nueva York, el 25 de octubre de 1783, después de un año y medio de servicio.
Un registro oficial del servicio de Deborah Gannet como "Robert Shirtliff" del 20 de mayo de 1782 al 25 de octubre de 1783 aparece en la serie "Soldados de Massachusetts y Marineros de la Guerra Revolucionaria".

## Matrimonio

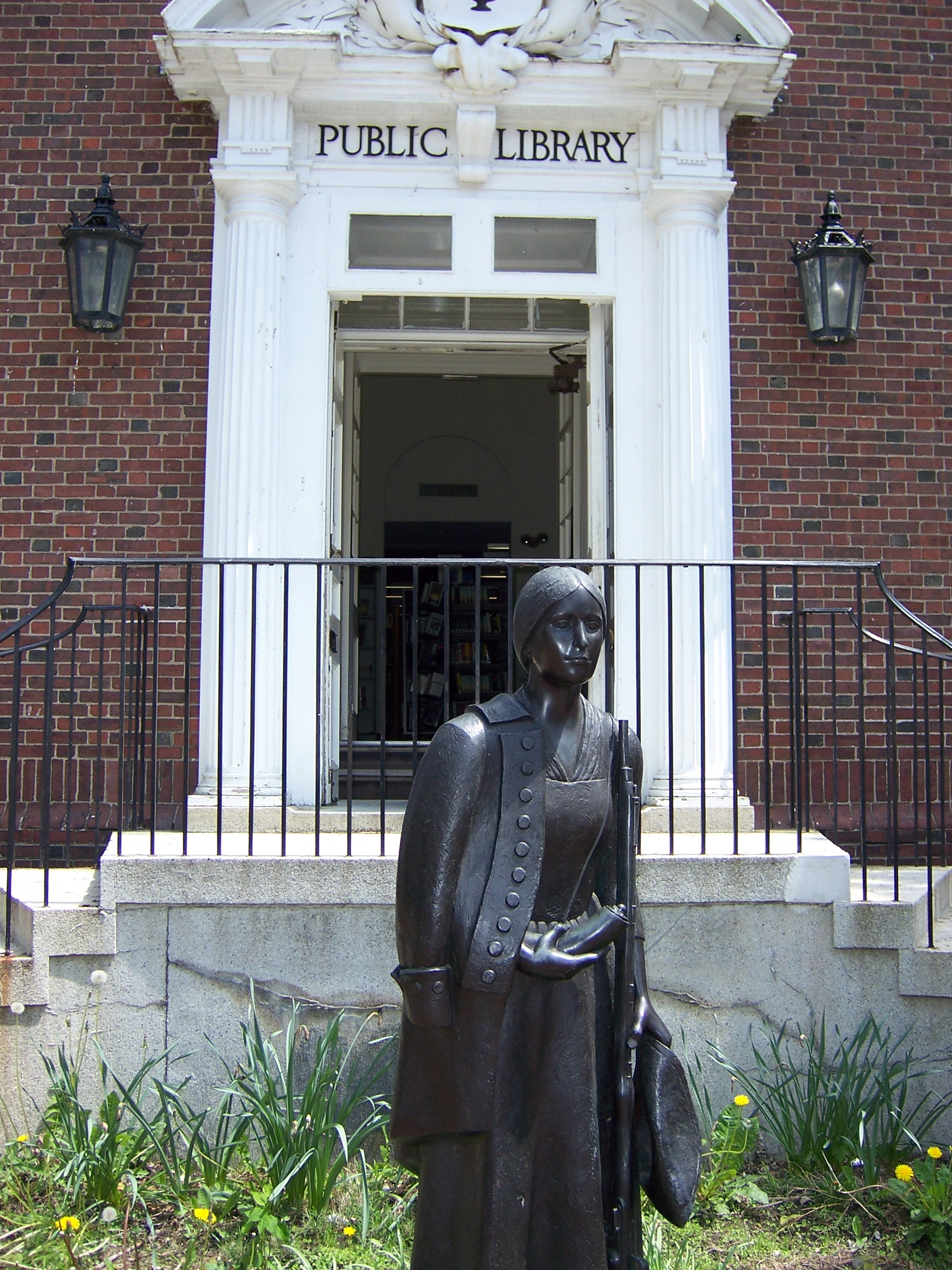
Estatua de Sampson en Sharon, Massachusetts, frente a la biblioteca pública.

Deborah Sampson se casó en Stoughton, Massachusetts, con Benjamin Gannett (1757–1827), un granjero de Sharon, Massachusetts, el 7 de abril de 1785. Tuvieron tres hijos: Earl (1786), Mary (1788), y Patience (1790). También adoptaron una huérfana, Susanna Baker Shepard. Cultivaron las tierras que pertenecían a la familia Gannett desde hacía generaciones; aunque su granja era más pequeña que la media, y la tierra poco productiva porque había sido trabajada extensamente. Estos factores, junto con la depresión de la economía de posguerra, dejó a la familia al borde de la pobreza.

## Años finales y muerte
En enero de 1792, Sampson solicitó a la legislatura del estado de Massachusetts el pago que el ejército le había retenido por ser mujer. La legislatura concedió la petición y el gobernador John Hancock la firmó. La legislatura añadió su interés de 34 libras más a su alta de 1783.
En 1802, Sampson empezó a dar conferencias sobre su servicio durante la guerra. Empezaba exponiendo las virtudes de las funciones de género tradicionales para las mujeres, pero hacia el final de su presentación dejaba el escenario, regresaba vestida con su uniforme del ejército, y realizaba una complicada rutina de ejercicios y ceremonias militares. Las realizaba para ganar dinero y para justificar su alistamiento, pero incluso así, no estaba ganando el suficiente dinero para pagar sus gastos. Con frecuencia tuvo que pedir prestado a familiares y a su amigo Paul Revere. Revere también escribió cartas a oficiales del gobierno en su favor, pidiendo que le fuera otorgada una pensión por su servicio militar y sus heridas.
En 1804, Revere escribió al representante de Massachussetts en el congreso de los EE. UU. William Eustes en nombre de Sampson. Una pensión militar nunca había sido pedida para una mujer. Revere escribió: " he sido inducido a preguntar por su situación, y carácter, ya que ella abandonó el hábito masculino, y el uniforme de los soldados; por la ropa más decente  de su propio género ...La humanidad y la justicia me obligan a decir, que cada persona con quien he conversado sobre ella, y no son pocas, hablan de ella como una mujer con talentos hermosos, buena moral, una esposa obediente, y una madre afectuosa". El 11 de marzo de 1805, el congreso aprobó la petición y colocó a Sampson en la lista de pensiones de inválidos de Massachusetts a razón de cuatro dólares al mes.
El 22 de febrero de 1806, Sampson escribió una vez más a Revere pidiendo un préstamo de diez dólares: "Mi indisposición propia y la de mis hijos me causa otra vez el solicitar vuestra bondad en nuestro favor aunque yo, con agradecimiento, confieso que despierta un sentimiento tierno y me sonrojo ante la idea de recibir noventa y nueve buenas vueltas por así decirlo— mis circunstancias me obligan a requerir el préstamo del centésimo". Él le envió los diez dólares.
En 1809, envió otra petición al Congreso, solicitando que su pensión como soldado inválido fuera modificada para comenzar con su alta en 1783. De haber sido aprobada, se le habría otorgado un pago retroactivo de $960—aproximadamente $13,800 de 2016  ($48 al año por veinte años). Fue denegada, pero cuando volvió a presentarse ante el Congreso en 1816 se aprobó una indemnización de $76,80 al año (sobre $1,100 dólares de 2016). Con esta cantidad, fue capaz de devolver todos sus préstamos y hacer mejoras en la granja familiar.
Sampson murió de fiebre amarilla a los 66 años el 29 de abril de 1827, y fue enterrada en Rock Ridge Cemetery en Sharon, Massachusetts.

## Legado

### Monumentos
Sharon, Massachusetts conmemora a Sampson con una estatua delante de la biblioteca pública, con el Deborah Sampson Park, y con la "Deborah Sampson Gannett" House, la cual es propiedad privada y no está abierta al público. Las tierras de cultivo alrededor de la casa están protegidas para asegurar que ningún desarrollo modifique la histórica granja.
En 1906, la ciudad de Plympton, Massachusetts con el Capítulo Deborah Sampson de las Hijas de la Revolución americana, colocó una roca en el césped, con una placa de bronce inscrita en memoria de Sampson.
Durante la Segunda Guerra Mundial el barco Liberty S.S. Deborah Gannett (2620) fue nombrado en su honor. Fue terminado el 10 de marzo de 1944,  botado el 10 de abril de 1944 y desguazado en 1962.
A partir de 2001, la bandera de la ciudad de Plympton incorpora a Sampson como Heroína Oficial del Estado de Massachusetts.

### Retratos en arte, entretenimiento, y medios de comunicación
'Soy Deborah  Sampson: Una Soldado de la Revolución' por Patricia Clapp (1977) es un relato ficticio de sus primeros años y experiencia en la Guerra de Independencia.
Sampson fue interpretada por Whoopi Goldberg en el episodio 34 de la serie  Liberty Kids  titulado "Deborah Sampson: Soldado de la Revolución."
Alex Myers, un descendiente de Sampson publicó, Revolutionary (2014), un relato ficticio de su vida.
El 7 de julio de 2016, la historiadora/periodista Allison L. Cowan presentó "Deborah Sampson: soldado del Ejército Continental", una charla biográfica para los primeros jueves de aquella semana en la iglesia de Saint Paul Sitio Histórico Nacional.
En su discurso ante la Convención Nacional Democrática el 26 de julio de 2016, Meryl Streep nombró a Sampson en una lista de mujeres que habían hecho historia.
La historia de Deborah Sampson, narrada por Paget Brewster, se volvió a representar en la Estación 5  en la premier de la obra Drunk History. Evan Rachel Wood interpretó a Sampson.